# Max Red Bartlett (pera)
Max Red Bartlett es el nombre de una variedad cultivar de pera europea Pyrus communis. Fue obtenida cerca de Zillah, Estado de Washington en 1938. Es el resultado de una antocianina mutante espontánea desporte de la variedad 'Williams' Bon Chretien'. Las frutas tienen una pulpa blanca amarillento, tierna, jugosa, fundente, agridulce. Uno de los beneficios de esta variedad de pera es que también se cocinan muy bien, y se prepara bien en rodajas para conserva. Tolera la zona de rusticidad delimitada por el departamento USDA, de nivel 6a.

## Sinonimia
- "Williams Red",
- "Williams Rouge Delbara".

## Historia
La pera 'Max Red Bartlett' fue obtenida cerca de Zillah, Estado de Washington en 1938. Es el resultado de una antocianina mutante espontánea desporte de la variedad 'Williams' Bon Chretien'.
La pera 'Max Red Bartlett' está cultivada en diversos bancos de germoplasma de cultivos vivos tales como en National Fruit Collection con el número de accesión: 1968-082 y nombre de accesión: Max Red Bartlett.

## Progenie
'Max Red Bartlett' tiene en su progenie como "Parental Madre", a la nueva variedad de pera:
- Cascade

'Max Red Bartlett' tiene en su progenie como "Parental Padre", a la nueva variedad de pera:
- Canal Red

## Características
'Max Red Bartlett' es un árbol de extensión erguido, y se forman espolones fácilmente. Los rasgos característicos de las variedades "espúricas" (con formación de espolones) son: alta capacidad de despertar de los brotes, baja capacidad de formación de brotes, ángulos agudos de las ramas esqueléticas. Forman una gran cantidad de ramas pequeñas y muy pocas ramas largas. Estas variedades tienen una disposición densa de hojas, siempre que el tamaño de la copa de los árboles sea menor que el de las variedades convencionales. Esta estructura del árbol contribuye a su buena iluminación. Las variedades de espuelas comienzan a dar frutos temprano, producen abundantes cosechas y dan frutos con regularidad. Los botones florales pueden aguantar las heladas tardías.
El árbol 'Max Red Bartlett' es pequeño, de crecimiento débil, inferior en fuerza a 'Williams'. En términos de resistencia a las enfermedades, no es inferior a 'Williams'. La copa es delgada, piramidal, más compacta que la de Williams. Florece en períodos medio tardíos, las flores son bastante resistentes a las heladas. Tiene un tiempo de floración que comienza a partir del 26 de abril con el 10% de floración, para el 1 de mayo tiene una floración completa (80%), y para el 11 de mayo tiene un 90% caída de pétalos. Fructifica en madera de 3-4 años y frutos perennes.
'Max Red Bartlett' tiene una talla de fruto de medio a bastante grande; forma piriforme, unidimensionales, con una superficie ligeramente abultada, con un peso promedio de 179,00 g; con nervaduras débiles; piel bastante fina, brillante; epidermis con color de fondo amarillo, color del sobre color rojo o rojo oscuro, importancia del sobre color muy alto, completamente cubierta de un rubor burdeos oscuro, y en el momento de la maduración adquiere un color rojo vivo, "russeting" (pardeamiento áspero superficial que presentan algunas variedades) bajo (1-25%); cáliz medio y cerrado, ubicado en una cuenca de profundidad media; pedúnculo de una longitud medio, con un ángulo derecho oblicuo, con una curva muy suave, y un grosor de calibre muy grueso.
Las peras 'Max Red Bartlett' tienen pulpa blanca amarillento, tierna, jugosa, fundente, agridulce. Uno de los beneficios de esta variedad de pera es que también se cocinan muy bien, y se prepara bien en rodajas para conserva.
Los frutos maduran a finales de agosto y las frutas se almacenan durante 3 meses en un almacenamiento de frutas refrigerado. La pera se recolecta mejor cuando aún debe estar verde y relativamente dura. Las condiciones óptimas para la maduración en condiciones naturales se encuentran en almacenamiento seco, ventilado, y sombreado, y la maduración generalmente toma de 7 a 10 días desde que se recogió la pera. A medida que la pera madura, el color cambiará lentamente a un amarillo suave y la pera se suavizará. Las peras producidas comercialmente normalmente se recolectan y envían a las tiendas mientras están verdes.
Principales ventajas: bajo crecimiento y madurez temprana de los árboles, altas cualidades comerciales y gustativas de los frutos.

## Susceptibilidades
Esta variedad es propensa a la desecación : aparecen frutos incoloros o rayados en las ramas individuales. Los esquejes para propagación no se cosechan de tales ramas.
Desventajas: poca tolerancia a la sequía, y relativamente baja resistencia al invierno debido a la "madera suelta".

## Polinización
'Max Red Bartlett' está incluido en el grupo de polinización 4, pero para obtener la mejor cosecha de este peral, necesita una de las siguientes variedades cercanas:
- Beurré Bosc (grupo de polinización 5)
- Moonglow pear (grupo de polinización 3)
- Seckel (grupo de polinización 4)[9][10]